# Stylobasis rubripurpurea
Stylobasis rubripurpurea är en fjärilsart som beskrevs av George Francis Hampson 1901. Stylobasis rubripurpurea ingår i släktet Stylobasis och familjen mott. Inga underarter finns listade i Catalogue of Life.